# Ammatophora nodulosa
Ammatophora nodulosa is een mosdiertjessoort uit de familie van de Calloporidae. De wetenschappelijke naam van de soort is voor het eerst geldig gepubliceerd in 1877 door Hincks.